# Mario Tosato
Maria Tosato, né le 11 décembre 1930 à San Andrea di Castelfranco (Vénétie) et mort le 16 janvier 1996 à Castelfranco Veneto (Vénétie), est un coureur cycliste italien, professionnel de 1956 à 1961.

## Palmarès

### Palmarès amateur
- 1954
  - Vicence-Bionde
  - Coppa Bologna
- 1955
  - Giro del Laghi Trentini

### Palmarès professionnel
- 1956
  - Grand Prix Ceramisti
  - 4e étape du Tour de Sicile
- 1959
  - 3e du Trophée Boldrini (avec Adriano Zamboni)

## Résultats sur les grands tours

### Tour de France
1 participation
- 1957 : 21e

### Tour d'Italie
4 participations
- 1957 : 27e
- 1958 : abandon
- 1959 : 45e
- 1960 : 72e

### Tour d'Espagne
1 participation
- 1958 : abandon (10e étape)